# Panzerabwehrhubschrauber

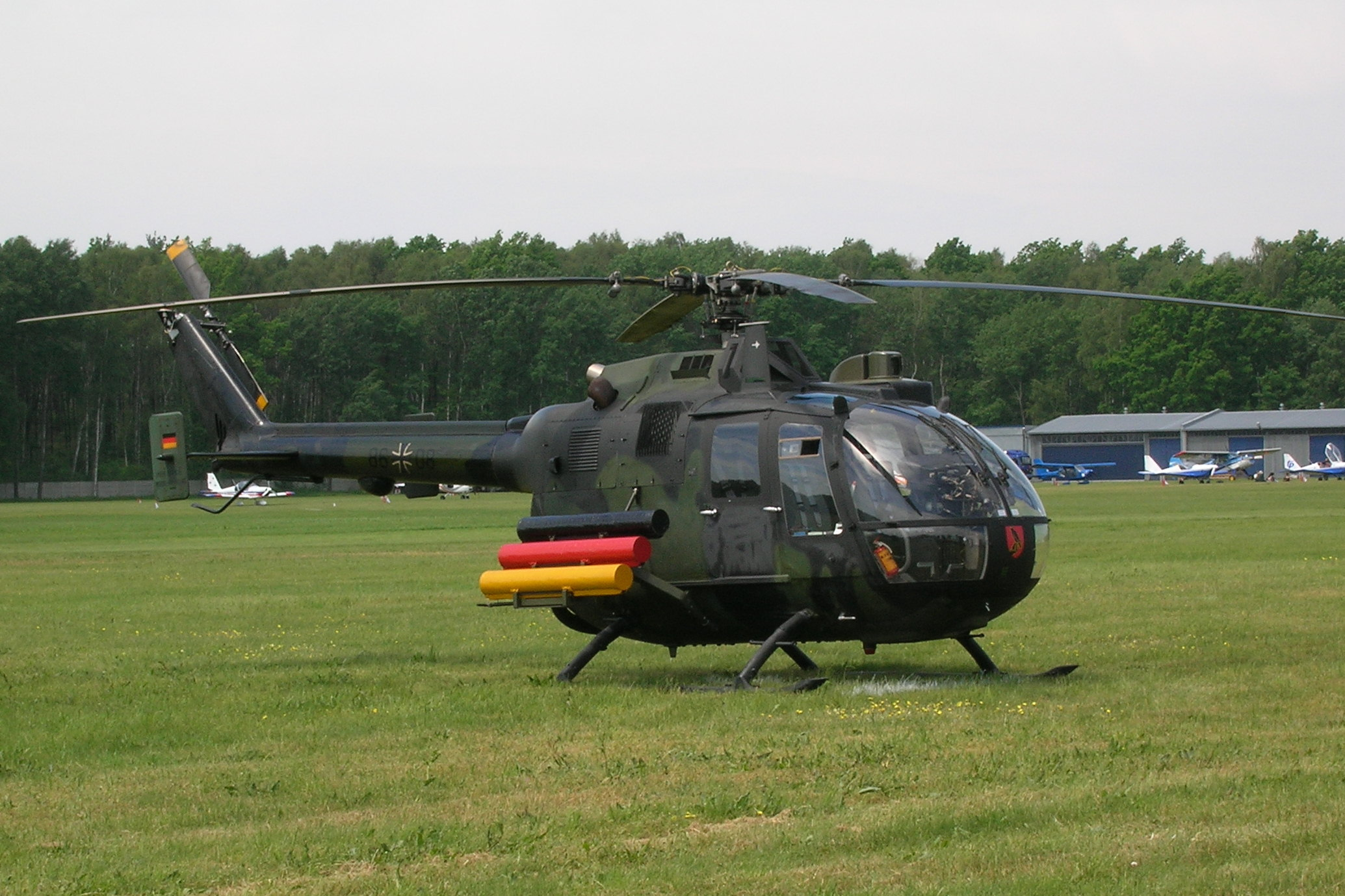
Bölkow Bo 105 PAH-1

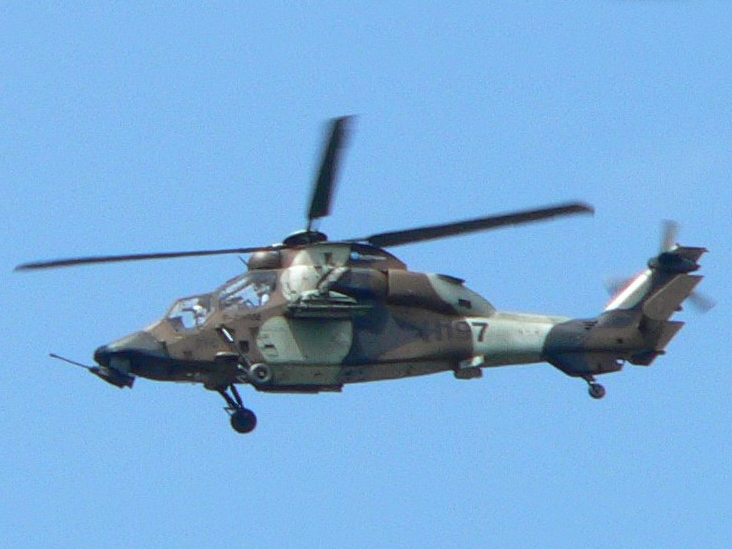
Eurocopter Tiger

Panzerabwehrhubschrauber (kurz: PAH; englisch (NATO) antiarmor helicopter, antitank helicopter (ATH)) ist ein mit Panzerabwehrlenkwaffen ausgestatteter Kampfhubschrauber. Durch die Verwendung stabilisierter Zielerfassungs- und Verfolgungseinrichtungen sowie automatisierter Visier- und Waffenleitanlagen ist eine Panzerbekämpfung auf Entfernungen bis 4000 m möglich, wobei der effektive Feuerkampf noch außerhalb des Wirkungsbereiches der feindlichen Flugabwehr erfolgen kann.
Die Bundeswehr nutzte mit dem „Panzerabwehrhubschrauber PAH-1“, eine modifizierte Version des zivilen Hubschraubers Bo 105 P, bewaffnet mit sechs Raketen/Lenkflugkörpern vom Typ HOT. Es waren 212 Hubschrauber beschafft worden. Zudem wurde durch Deutschland und Frankreich mit dem Kampfhubschrauber Eurocopter Tiger das ehemals als PAH-2 bezeichnete gemeinsame Beschaffungsvorhaben realisiert. Dieses ist mit einem Panzerabwehrraketensystem der dritten Generation ausgestattet. Das Waffensystem zeichnet sich durch besondere Nahkampffähigkeiten aus.
Die Organisation für Sicherheit und Zusammenarbeit in Europa (OSZE) definiert den Begriff „Panzerabwehrhubschrauber“ im Vertrag über Konventionelle Streitkräfte in Europa (KSE-Vertrag) von November 1990 in Artikel II als „Spezial-Angriffshubschrauber/Kampfhubschrauber“.